# Tawi-Tawi
Tawi-Tawi est une province du sud-sud-ouest des Philippines de la région Bangsamoro. Elle a une superficie de 1 087 km² pour une population de 322 317 habitants.
Elle s'étend à l'extrémité sud-ouest de l'archipel de Sulu sur 107 îles et îlots, et notamment sur les groupes d'îles de Tawi-Tawi (Bongao, Sanga-Sanga, Tawi-Tawi, Simunur, Tandubas) et de Sibutu (Sibutu et Sitangkai). Les îles distantes de Turtle Islands, à proximité des côtes de Bornéo, sont également rattachées à la province. A l'exception de cinq îles en mer de Sulu (Kakatan, Sumaluc, Kuadbasang, Barun Dakula et Cabankauan), l'ensemble des îles composant la province se situe en mer de Célèbes.

## Villes et municipalités

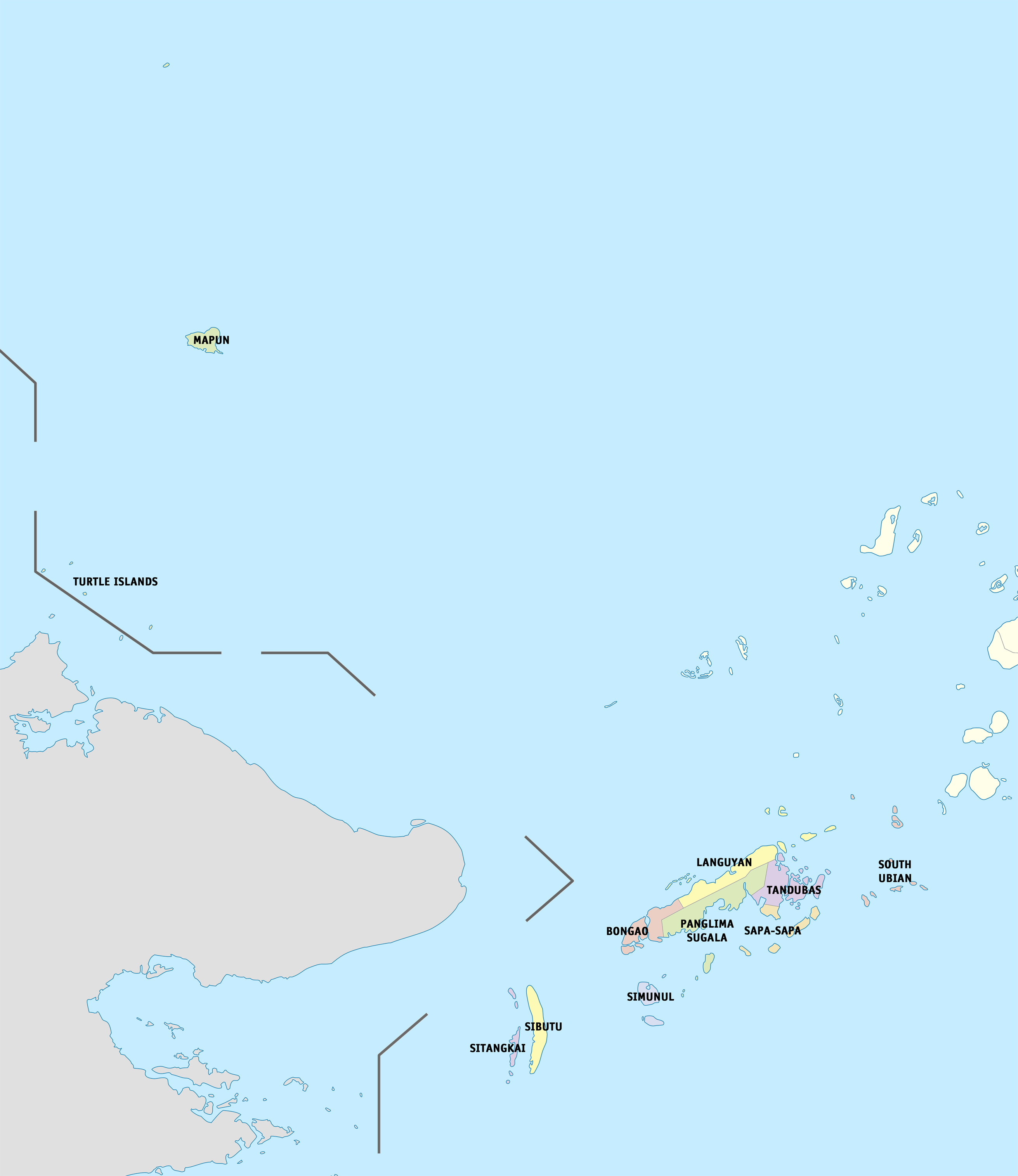

Municipalités
- Bongao
- Languyan
- Mapun
- Panglima Sugala
- Sapa-Sapa
- Sibutu
- Simunul
- Sitangkai
- South Ubian
- Tandubas
- Turtle Islands